# دانيلو مونتيرو مارتينز
دانيلو مونتيرو مارتينز مواليد 16 مايو 1998 في البرازيل، هو لاعب كرة سلة برازيلي. بدأ مسيرته الاحترافية في سنة 2016. يلعب مع نادي فلامنغو في الدوري البرازيلي لكرة السلة. يحمل الرقم 17. يبلغ طوله 6 قدم 4 بوصة (1.9 م).